# Karl von Holtei
Karl Eduard von Holtei (24. ledna 1798, Breslau, dnes Vratislav v Polsku – 12. února 1880, tamtéž) byl německý romantický básník, dramatik, prozaik, divadelní režisér a divadelní herec.

## Život

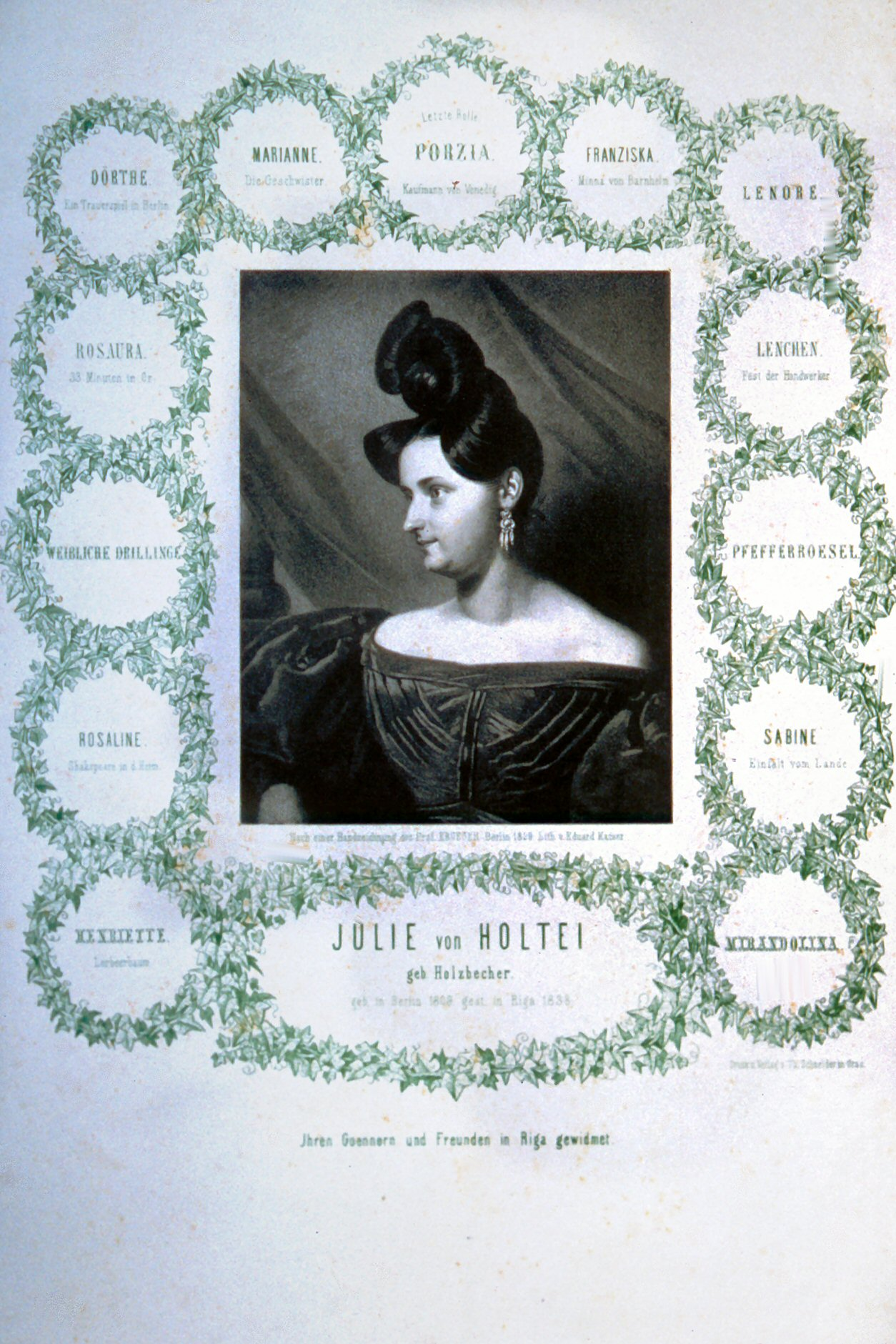
Julie von Holtei, druhá choť

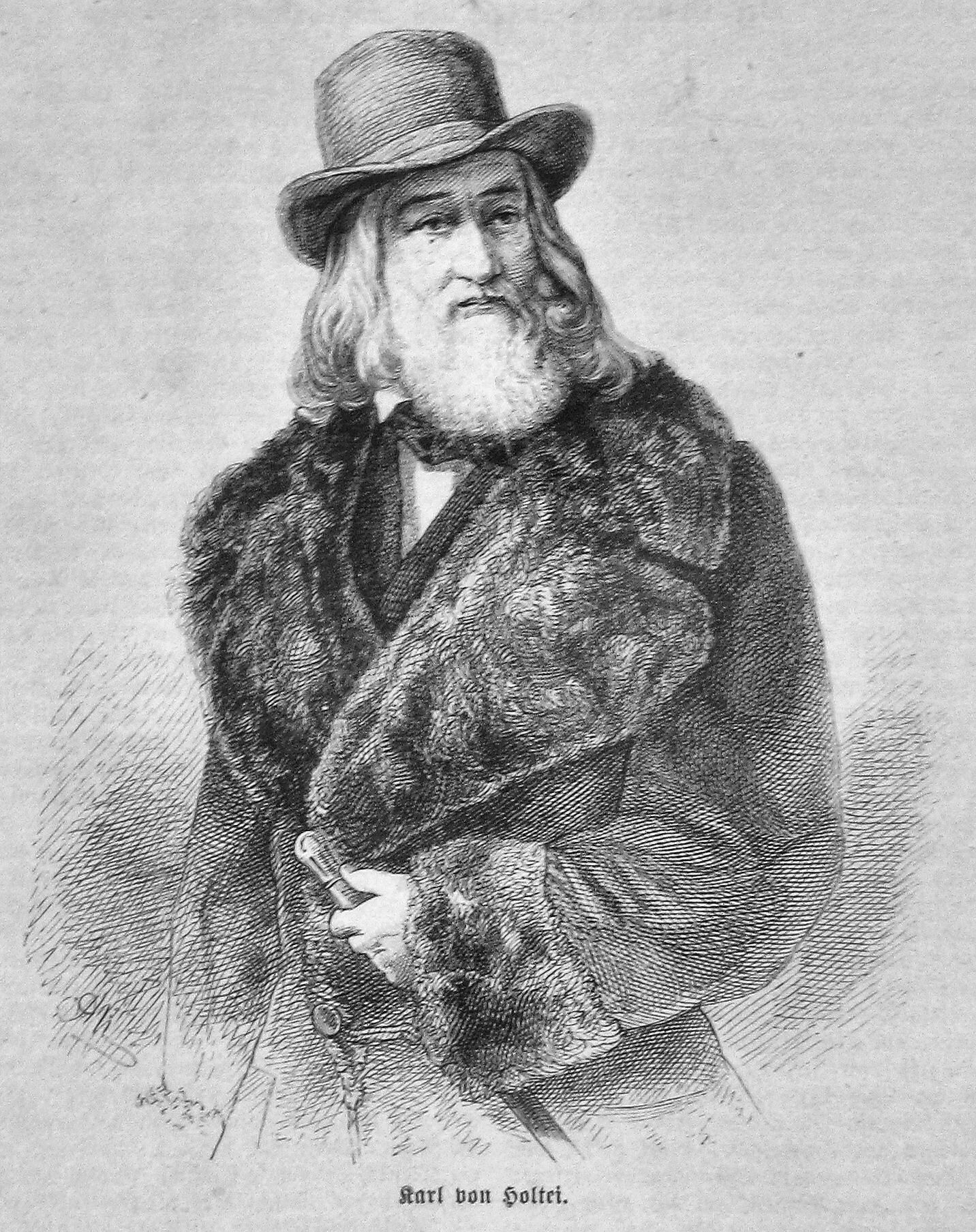
Karl von Holtei roku 1873

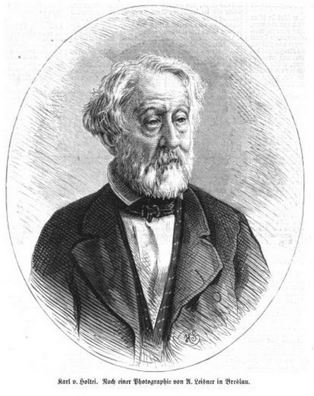
Karl von Holtei roku 1878

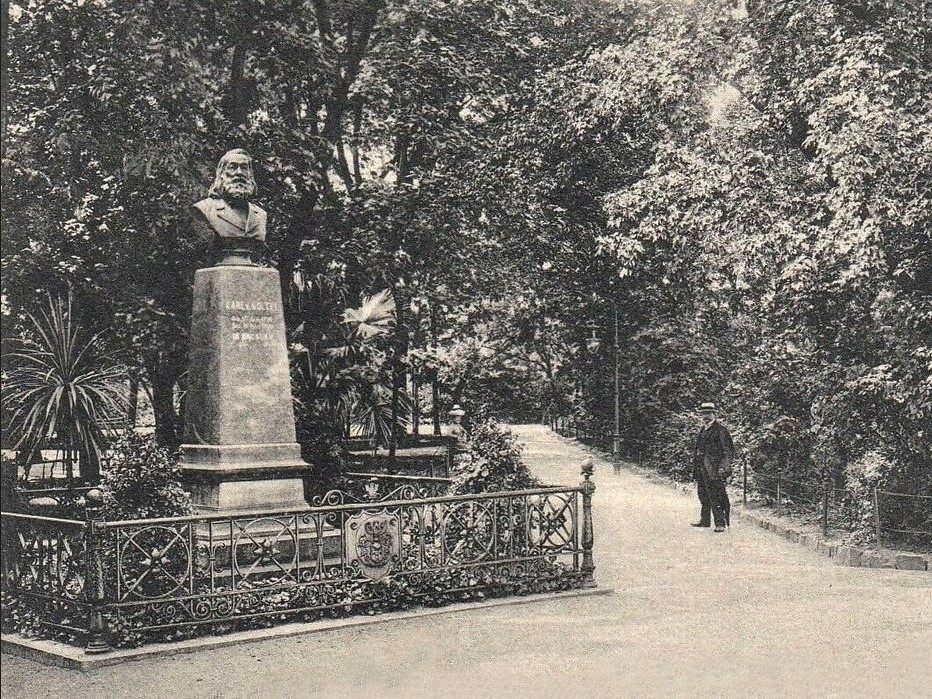
Památník Karla von Holteia v Breslau roku 1906

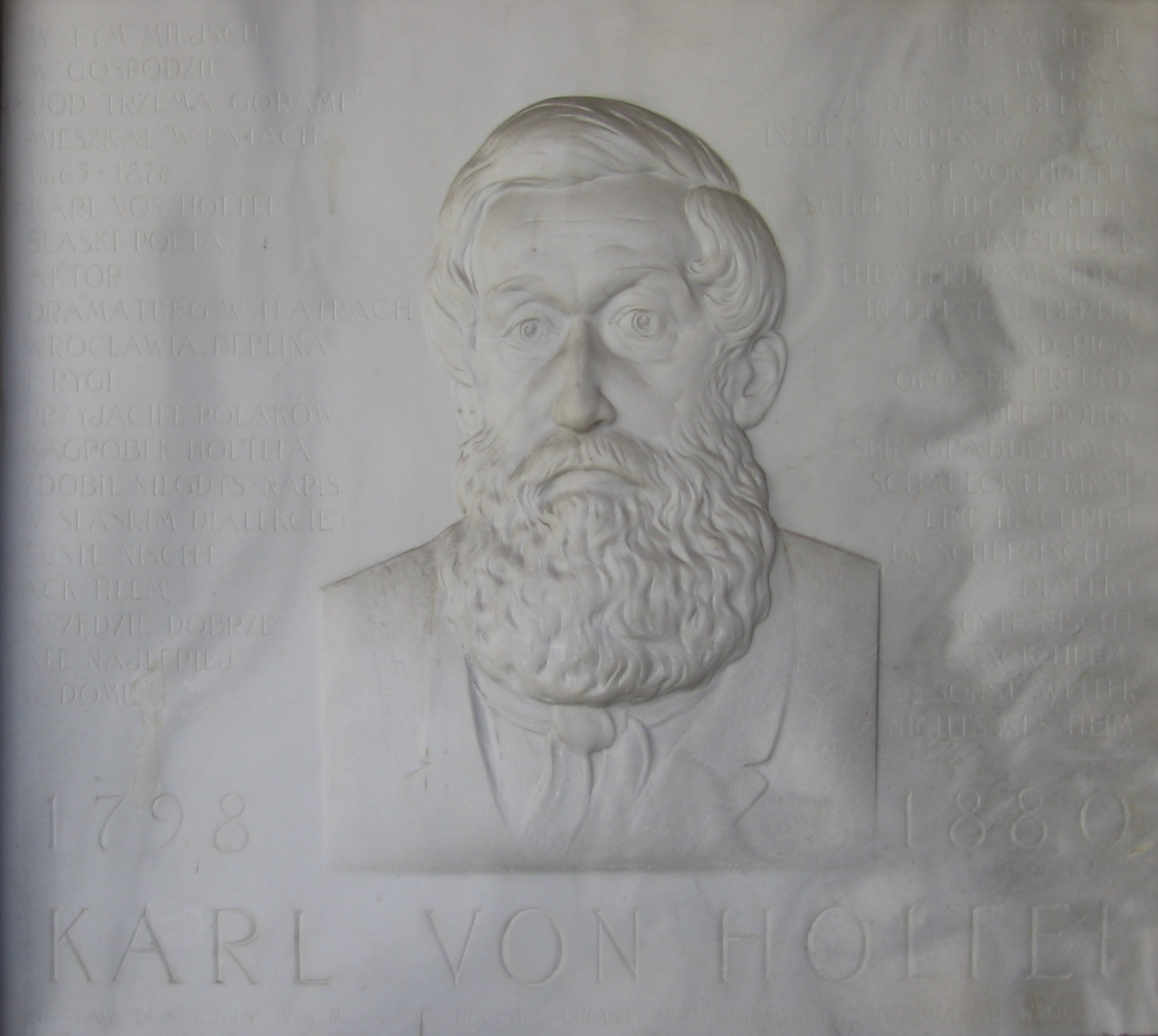
Pamětní deska Karla von Holteia ve Vratislavi

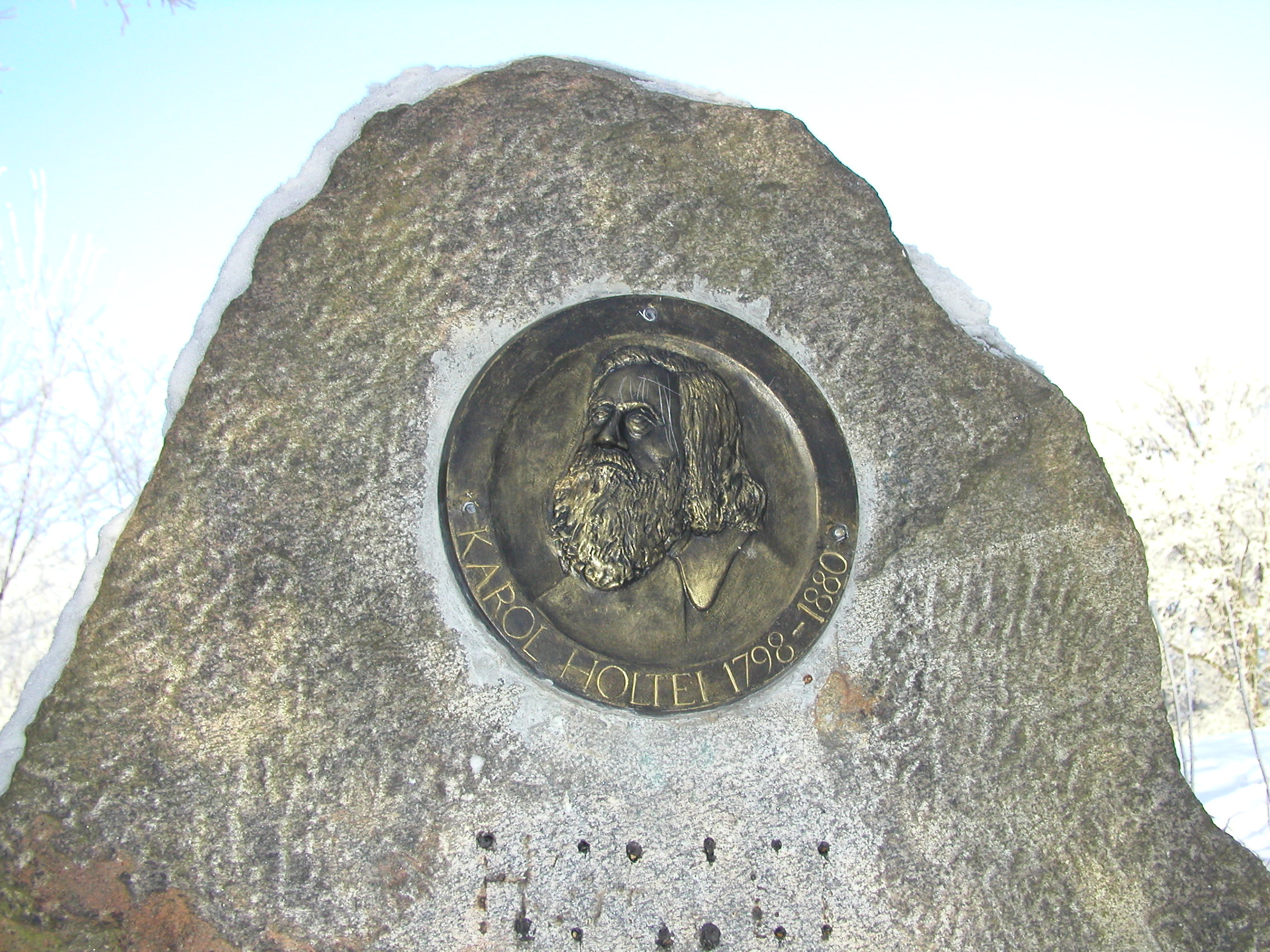
Pomník Karla von Holteia v Obornikach Śląskich

Pocházel z protestantské rodiny. Jeho otec, potomek kuronské šlechty, byl husarský důstojník. Matka mu zemřela záhy po jeho porodu vychovávala jej sestra jeho babičky z otcovy strany.
Navštěvoval gymnázium v rodném městě, v roce 1815 vstoupil dobrovolně do pruské armády a maturitu složil až po návratu z války proti Napoleonovi. V letech 1816–1818 studoval práva na Universitě v Breslau, studium však nedokončil a věnoval se divadlu. Svou hereckou kariéru zahájil v letech 1816 v zámeckém divadle hraběte Johanna Hieronyma von Herbersteina v Grafenortu (dnes polský Gorzanów) v Kladském hrabství.
Dva roky vedl toulavý život jako herec, v roce 1821 se oženil s herečkou Luisou Rogeovou (1800–1825) a přestěhoval se do Berlína, kde měla jeho žen angažmá ve Dvorním divadle. Během berlínského pobytu napsal několik úspěšných vaudevillů.
Roku 1825 mu zemřela žena na perikarditidu. Brzy poté přijal angažmá v berlínském lidovém divadle Königsstädter, pro které napsal řadu her, zejména Lenoru (1828, Lenore) na motivy stejnojmenné balady Gottfrieda Augusta Bürgera. V roce 1830 se podruhé oženil s herečkou Julií Holzbecherovou (1809–1839), vrátil se s ní na jeviště a od roku 1833 s ní cestoval po divadlech v různých významných městech (Hamburk, Lipsko, Drážďany, Mnichov a Vídeň), kde působil nejenom jako herec, ale také jako dramatik, dramaturg, režisér i ředitel. Jako recitátor, zejména her Williama Shakespeara, neměl konkurenci. V letech 1837 až 1839 řídil německé divadlo v Rize. Zde mu zemřela jeho druhá žena po porodu dvojčat.
V roce 1847 se usadil u dcery z prvního manželství ve Štýrském Hradci, začal psát prózu a přestal se věnovat divadlu, protože odmítal moderní tendence jako nastupující naturalismus v divadle nebo definitivní oddělení činohry a opery. Roku 1864 se přestěhoval zpět do Breslau. Zde nakonec žil v poměrně chudých poměrech a našel, ač protestant, domov v katolickém Klášteře milosrdných bratří, kde také zemřel. Pochován byl na Hřbitově svatého Bernardina v Breslau. V roce 1882 mu přátelé a obdivovatelé postavili v Breslau památník, který byl roku 1945 společně s jeho hrobem zničen.

## Tvorba
Holtei se pokusil vylepšit německý jazyk ve srovnání s francouzštinou (ze které byla v té době překládána většina německých literárních a divadelních textů) pomocí široké škály dialektů, což mělo zároveň sloužit jako zdůraznění významu buržoazie oproti aristokracii. Sám byl sice příslušníkem nižší šlechty, ale místo zdůrazňování konfliktů, které vypukly v revolučních letech 1830 a 1848, se snažil zprostředkovat mezi šlechtou a buržoazií smír. Proto jsou jeho frašky a vaudevilly, které jako první uvedl na německé jeviště, apolitické, v nejlepším případě vlastenecké, týkající se především soukromého života. Z tohoto důvodu jsou označovány za literární biedermeier.
Snažil se pozvednout německou divadelní úroveň částečně podle vzoru vídeňského lidového divadla, částečně podle francouzských vzorů. Propagoval liederspiel (písňovou hru) jako německy psanou, sentimentálnější variantu francouzského vaudeville. Jeho hry byly proto prokládány písněmi, které, pokud v nich vystupoval, sám doprovázel na kytaru, a které často zlidověly. Kromě toho psal i operní libreta a melodramata.
Patří rovněž k autorům prvních německých kriminálních románů, ve kterých se projevují silné prvky realismu a které však mají dosti chatrnou psychologii postav. Jako básník psal také básně ve slezském dialektu. Nejen pro dějiny divadla mají význam jeho paměti.

## Výběrová bibliografie
- Berlíňané ve Vídni (1824, Die Berinerr in Wien), vaudeville o jednom jednání.
- Vídeňáci v Berlíně (1825, Die Wiener in Berlin), vaudeville o jednom jednání, tato a předcházející hra je založena na vtipném srovnávání jazykových odlišností obou metropolí
- Starý vojevůdce (1825, Der alte Feldherr), liederspiel o polském revolucionáři Kościuszkovi.
- Lenora (1829, Lenore), melodrama o třech jednáních, dramatizace balady německého básníka Gottfrieda Augusta Bürgera.
- Básně (1826, Gedichte).
- Slezské básně (1830, Schlesische Gedichte), sbírka básní ve slezském dialektu, které začal psát již Grafenortu a kterých si cenil i Johann Wolfgang von Goethe.
- Truchlohra v Berlíně (1832, Ein Trauerspiel in Berlin), občanské drama o třech dějstvích, ve kterém použil berlínský žargon k tragickým účelům.
- Orlí hnízdo (1832, Des Adlers Horst), libreto k opeře Franze Gläsera.
- Německé písně (1834, Deutsche Lieder), sbírka básní.
- Hloupý Petr (1837, Der dumme Peter), činohra o dvou jednáních.
- Šňůra perel (1839, Die Perlenschnur), melodrama, česky jako Matčiny perle.)
- Dopisy z a do Grafenortu (1841, Briefe aus und nach Grafenort)
- Čtyřicet let (1843–50, Vierzig Jahre), autobiografie.
- Hlasy lesa (1848, Stimmen des Waldes)
- Vagabundi (1852, Die Vagabunden), román, čtyří díly.
- Christian Lammfell (1853), román, pět dílů.
- Krejčí (1854, Ein Schneider), román, tři díly-
- Vražda v Rize (1855, Ein Mord in Riga), detektivní příběh.
- Schwarzwaldau (1856), kriminální román, dva díly.
- Tři příběhy o lidech a zvířatech!! (1856, Drei Geschichten von Menschen und Thieren, povídky.
- Požírači oslů (1857, Die Eselsfresser), román.
- Freischulzenovy dcery (1858, Die Töchter des Freischulzen), příběh.
- Poslední komediant (1863, Der letzte Komödiant), román, tři díly.
- Další rok ve Slezsku (1864, Noch ein Jahr in Schlesien, dodatek k autobiografii.
- Treusteinův dům (1866, Haus Treustein), román, tři díly.
- Zážitky livrejovaného sluhy (1868, Erlebnisse eines Livreedieners), román tři díly.
- Stará panna (1869, Eine alte Jungfer), román.
- Královské písně (1870, Königslieder), sbírka vlasteneckých básní inspirovaných prusko-francouzskou válkou.

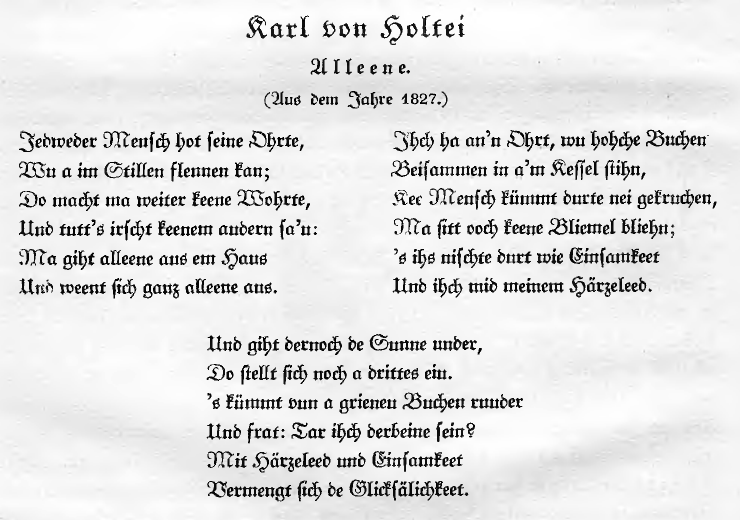
Alleene (1827), báseň ve slezském dialektu
- Ein Schneider(1854), titulní list
- Ein Mord in Riga (1855), titulní list
- Schwarzwaldau (1856), titulní list
- Die Töchter des Freischulzen (1858), titulní list

## České překlady
- Eleonora (nevěsta smrti), přeložil Josef Milčínský, před 1831, rukopis modrým inkoustem v linkovaném sešitě.[8]
- Matčiny perle, Kutná Hora 1877, přeložil J.N., rukopis černým inkoustem v nelinkovaném sešitě,[8] uváděno také kočovnou společnosti Františka Josefa Čížka pod názvem Perle a slze čili Matčin odkaz.[9]
- Leonora (Nevěsta hrobu), Břeclav 1908, překladatel neuveden, rukopis černým inkoustem v linkovaném sešitě.[8]